# Zoltán Gyimesi
Zoltán Gyimesi (* 31. März 1977) ist ein ungarischer Schach-Großmeister.

## Leben
Gyimesi hat seit 1996 den Großmeistertitel. Im Jahre 2005 gewann er die ungarische Meisterschaft. Im gleichen Jahr konnte er auch die Schnellschach-Europameisterschaft in Warschau für sich entscheiden, wobei er im Halbfinale Altmeister Viktor Kortschnoi besiegen konnte.
Er wird bei der FIDE als inaktiv geführt, da er seit der französischen Mannschaftsmeisterschaft 2012 keine gewertete Partie mehr gespielt hat.
Er ist verheiratet mit der Frauengroßmeisterin Nóra Medvegy.

## Nationalmannschaft
Gyimesi vertrat Ungarn bei den Schacholympiaden 1998, 2002, 2004 und 2006, wobei das beste Ergebnis der zweite Platz 2002 in Bled war, bei der Mannschaftsweltmeisterschaft 2001, bei der er am zweiten Brett das drittbeste Einzelergebnis erreichte sowie bei den Mannschaftseuropameisterschaften 1997 und 2003 bis 2011, wobei das beste Ergebnis der dritte Platz 2011 in Porto Carras war.

## Vereine
In Ungarn spielte Gyimesi zunächst für Honvéd Budapest, mit denen er am European Club Cup 1997 teilnahm, danach bis 2004 beim Miskolci SC, mit dem er 2000 und 2001 Meister wurde sowie 1999 und 2000 am European Club Cup teilnahm, und von 2004 bis 2012 bei Csuti Antal SK Zalaegerszeg, mit der er 2005, 2006 und 2008 die Mannschaftsmeisterschaft gewann sowie 2007 am European Club Cup teilnahm.
In der deutschen Schachbundesliga spielte Gyimesi in der Saison 1996/97 und nach dessen Wiederaufstieg von 2004 bis 2012 für den Schachclub Eppingen, in der österreichischen 1. Bundesliga von 2003 bis 2008 für Union Ansfelden, mit dem er 2005 und 2007 Mannschaftsmeister wurde und am European Club Cup 2005 teilnahm, und von 2008 bis 2012 für den SK Sparkasse Jenbach, mit dem er 2010 und 2011 österreichischer Mannschaftsmeister wurde. In der bosnischen Premijer liga spielte Gyimesi von 2007 bis 2010 für den ŠK Bihać, er wurde mit diesem 2010 bosnischer Mannschaftsmeister und nahm am European Club Cup teil. In Frankreich spielte 2008 für Marseille Duchamps und 2012 für Bischwiller.